# 100% Star
100% Star (Popstar Maker aux États-Unis) est un jeu vidéo de gestion sorti en 2001 sur PlayStation. Le jeu a été développé par Teque Software et édité par Eidos Interactive.

## Système de jeu
Le jeu propose de créer un groupe de musique de toutes pièces et de gérer son évolution jusqu'à la sortie de son premier album.